# Tekla Hultin

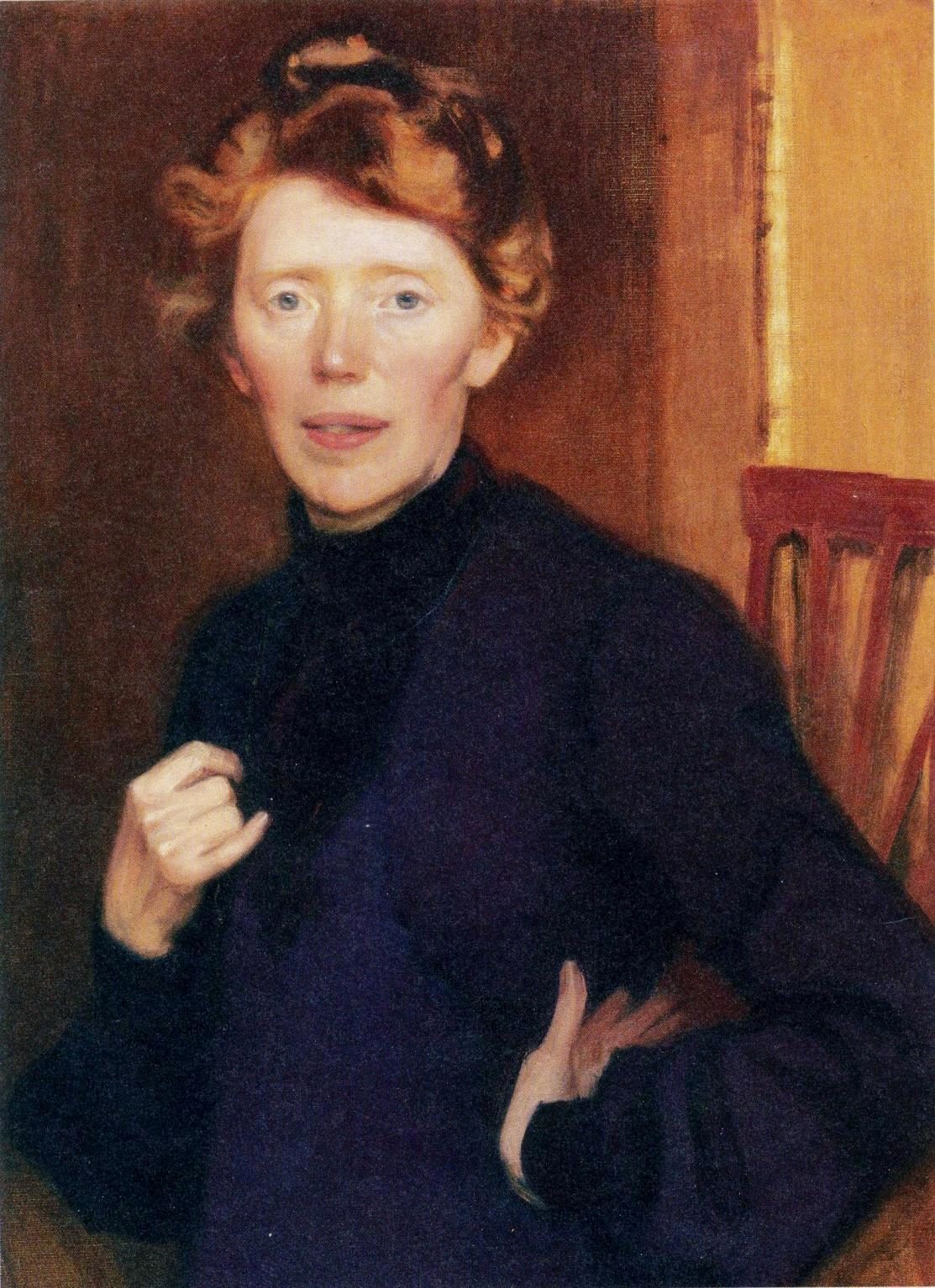
Porträt von Tekla Hultin, gemalt von Eero Järnefelt. Das Werk ist seit 1906 Teil der Sammlungen des Ateneum Art Museum

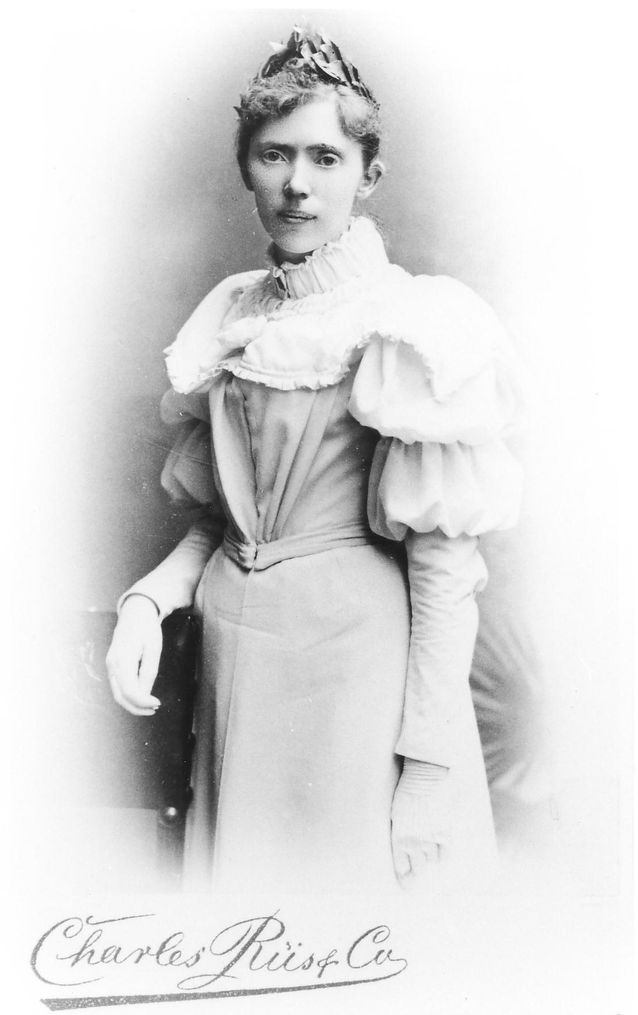
Tekla Hultin

Tekla Virginia Johanna Hultin (* 18. April 1864 in Jaakkima, Finnland; † 31. März 1943 in Helsinki, Finnland) war eine finnische Journalistin, Politikerin und Frauenrechtlerin. Sie war die erste Frau in Finnland, die 1896 in Philosophie promovierte.

## Leben und Werk
Hultin war das älteste von fünf Kindern des Bezirksamtssekretärs Julius Hultin und Edla Katarina Savander. Sie besuchte private Mädchenschulen in Sortawala und Wyborg. Sie studierte von 1883 bis 1885 am finnischen Postgraduiertenkolleg in Helsinki und begann 1986 ihr Studium der Geschichte, Literatur und Psychologie an der Kaiserlichen Alexander-Universität in Helsinki. Sie erhielt 1891 ihren Bachelor in Philosophie und am 31. Mai 1894 ihren Master-Abschluss. Anschließend promovierte sie 1896 mit der Dissertation im Bereich der Wirtschaftsgeschichte über die Geschichte der finnischen Bergarbeit: Historiska upplysningar om bergshandteringen i Finland unter svenska tiden.
Parallel zu ihrer Promotion war sie Redakteurin bei der Zeitschrift Päivälehti, wo sie 1893 fest angestellte Redakteurin wurde. Sechs Jahre später übernahm sie als Chefredakteurin die Zeitung Isänmaan Ystävä, die jedoch im folgenden Jahr auf Beschluss von Generalgouverneur Nikolai Iwanowitsch Bobrikow eingestellt wurde. Sie unternahm eine Studienreise nach St. Petersburg und Stockholm, studierte Volkswirtschaftslehre in Paris, übersetzte Wirtschaftsliteratur aus Schweden und Frankreich, war Leo Mechelins Sekretärin. Im Februar 1899 erhielt sie eine Ausnahme wegen ihres Geschlechts und damit das Recht, sich um die Stelle des zweiten Aktuars bei dem Statistischen Amt Schwedens zu bewerben und wurde 1901 als der zweite Aktuar berufen. Später hinderten sie ihr Geschlecht und ihre politischen Ansichten, zum ersten Aktuar aufzusteigen. Hultin war in diesem Amt tätig, bis sie 1929 in den Ruhestand ging. Sie führte im Rahmen ihrer Tätigkeit zahlreiche statistische Studien, unter anderem zu den Themen Armenfürsorge, Scheidung und Nachtarbeit von Frauen, durch.
Im Haus von Hultin wurde 1902 die erste politische Frauenorganisation des Landes, Kvinnokagalen, gegründet, die unter anderem der geheimen Widerstandsorganisation Kagalen half, illegal gedruckte Zeitungen zu verteilen und Finnlands juristischen Kampf bekannt zu machen. Kvinnokagalen blieb bis 1944 bestehen. Hultin war von 1907 bis 1909 die erste Vorsitzende des Finnischen Frauenverbandes und arbeitete mit Leo Mechelin zusammen, um das Frauenwahlrecht in Finnland sicherzustellen.
Hultin war eine der Gründerinnen der Jungfinnischen Partei und war von 1908 bis 1924 Mitglied des Parlaments im westlichen Wahlkreis der Oblast Wybo. Nach der Auflösung der Jungfinnischen Partei 1918 trat sie in die Nationale Koalitionspartei ein und von 1925 bis 1930 war sie im Stadtrat von Helsinki.
Hultin starb 1943 mitten im Fortsetzungskrieg und mit besonderer Erlaubnis konnte ihre Urne in Jaakkimaa bestattet werden.

## Ehrung
Im Frühjahr 2014 benannte das Stadtplanungsamt von Helsinki den Platz zwischen dem Einkaufszentrum Sanomatalo und dem Museum Kiasma im Stadtzentrum von Helsinki ihr zu Ehren Tekla-Hultin-Platz.

## Veröffentlichungen (Auswahl)
- Suomalaisuuden herätys. Ntamo, 2020, ISBN 978-9522157928.
- Historiska upplysningar om bergshandteringen i Finland under svenska tiden. 1, Jernbruken. Väitöskirja. Helsingin yliopisto, 1896.
- Historiska upplysningar om bergshandteringen i Finland under svenska tiden. 2, 1897.
- Mistä on kysymys? Nuorsuomalaisen puolueen kanslia, 1909.
- Naisasia Pienpainateaineisto, 1810–1944.
- Perustuslaillinen hallitus ja suomettarelainen hallitus, esitelmä pidetty nuorsuomalaisten kokouksissa syksyllä 1906.
- Päiväkirjani kertoo. 1, 1899–1914. Kustannusoy. Sanatar, 1935.
- Päiväkirjani kertoo. 2, 1914–1918. Sanatar, 1938.
- Taistelun mies, piirteitä Jonas Castrénin elämästä ja toiminnasta, muistojulkaisu. Karjalan kulttuurirahaston isännistön toimesta. Otava, 1927.
- Vielä kerran suomettarelainen hallitus, vastaus sen nimettömälle asianajajalle. 32., Nuorsuomalaisen puolueen kanslia, 1907.